# マージョリー・コートニー＝ラティマー
マージョリー・アイリーン・ドリス・コートニー＝ラティマー（Marjorie Eileen Doris Courtenay-Latimer、1907年2月24日 - 2004年5月17日）は南アフリカの博物館員であり、1938年に、6500万年前に絶滅したと思われていたシーラカンスを発見したことで世界の注目を集めた。

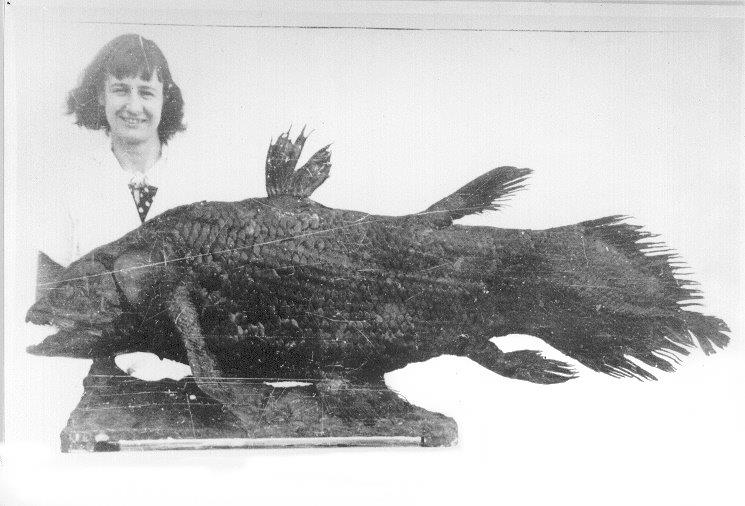
自身の発見したシーラカンスと写るコートニー＝ラティマー。シーラカンスはそれまで数百万年以上昔の化石でしか知られていなかったが、漁師の網にかかって発見された。シーラカンスの学名 Latimeria chalumnae はコートニー＝ラティマーに献名されたもの

## 略歴
コートニー＝ラティマーは、1907年、南アフリカ共和国イースト・ロンドン市に、南アフリカ鉄道の駅長の娘として生まれた。コートニー＝ラティマーは2ヶ月ほど早産だったことから、子供時代を通じて病気がちであり、一度はジフテリアにより生死をさまよっている。ただし体は弱かったが、幼いころから自然に強い興味を示し、屋外で遊ぶことを好んだ。海辺にある祖母の家を訪ねた時には、灯台の立つバード・アイランド（en）に魅了され、11歳の時には鳥類の専門家になれるよう誓いを立てている。
学校を出た後、看護師になるべくキング・ウィリアムズ・タウンで養成を受けるが、養成の終了間際に、近々開館したイースト・ロンドン博物館に職の空きがあることを知らされる。コートニー＝ラティマーは正規のトレーニングはなにも受けていなかったが、南アの自然史に対する広い知識を有していることが面接官に伝わり、1931年8月、24歳で同博物館に就職した。
コートニー＝ラティマーはそのまま博物館で経歴を重ね、退職後はいったんツィツィカマの農園に退いて花に関する本を著し、のちにイースト・ロンドンに戻った。
コートニー＝ラティマーは、最愛の人が20代で亡くなったため、生涯を未婚のまま通した。

## シーラカンスの発見
コートニー＝ラティマーは、岩石、羽、貝殻その他博物館に適当な物を集めて忙しくしていたが、漁師たちには知られていた珍しい生物を見たいと思うようになった。1938年12月22日、それらしい魚がかかったという電話を受け、Hendrik Goosen 船長の水揚げを検分しに波止場に向かった。「幾層にもなった粘着物をはぎ取っていくと、今まで見たこともない美しい魚が現れました。長さは5フィート（150cm）ほど、わずかに紫がかった薄い青色で、かすかな白い斑点が散らばっていました。全体を覆っていたのは銀色から青を経て緑に至る虹のような光沢です。全身は硬い鱗で覆われ、4本の脚のようなヒレと、子犬のような変わった尻尾がついていたのです」。
コートニー＝ラティマーはその魚をタクシーで博物館まで運び、自分の所有する資料に記載がないか探したが見つけることはできなかった。魚はぜひとも保存しておきたかったが博物館に設備がなく、死体置き場へ運んだものの受け入れは断られた。コートニー＝ラティマーは友人でローズ大学で教えていた魚類学者ジェイムズ・レナード・ブリアリー・スミスにコンタクトを取り同定の助けを得ようとしたが、長期不在であったためやむなく剥製師に頼んで内臓を抜き去り剥製にした。
1939年2月16日にやっと到着したスミスにはすぐさま魚がシーラカンスであるとわかった。「疑問の余地はありませんでした。それはまさしく2億年前の生物が1体、再びよみがえってきたのに違いありませんでした」。スミスはその魚に Latimeria chalumnae という学名を与えることになった。Latimeria は友人であるコートニー＝ラティマーから、chalumnae は発見地である Chalumna River からとったものである。2匹目のシーラカンスが見つかるのはそれから14年後のことであった。

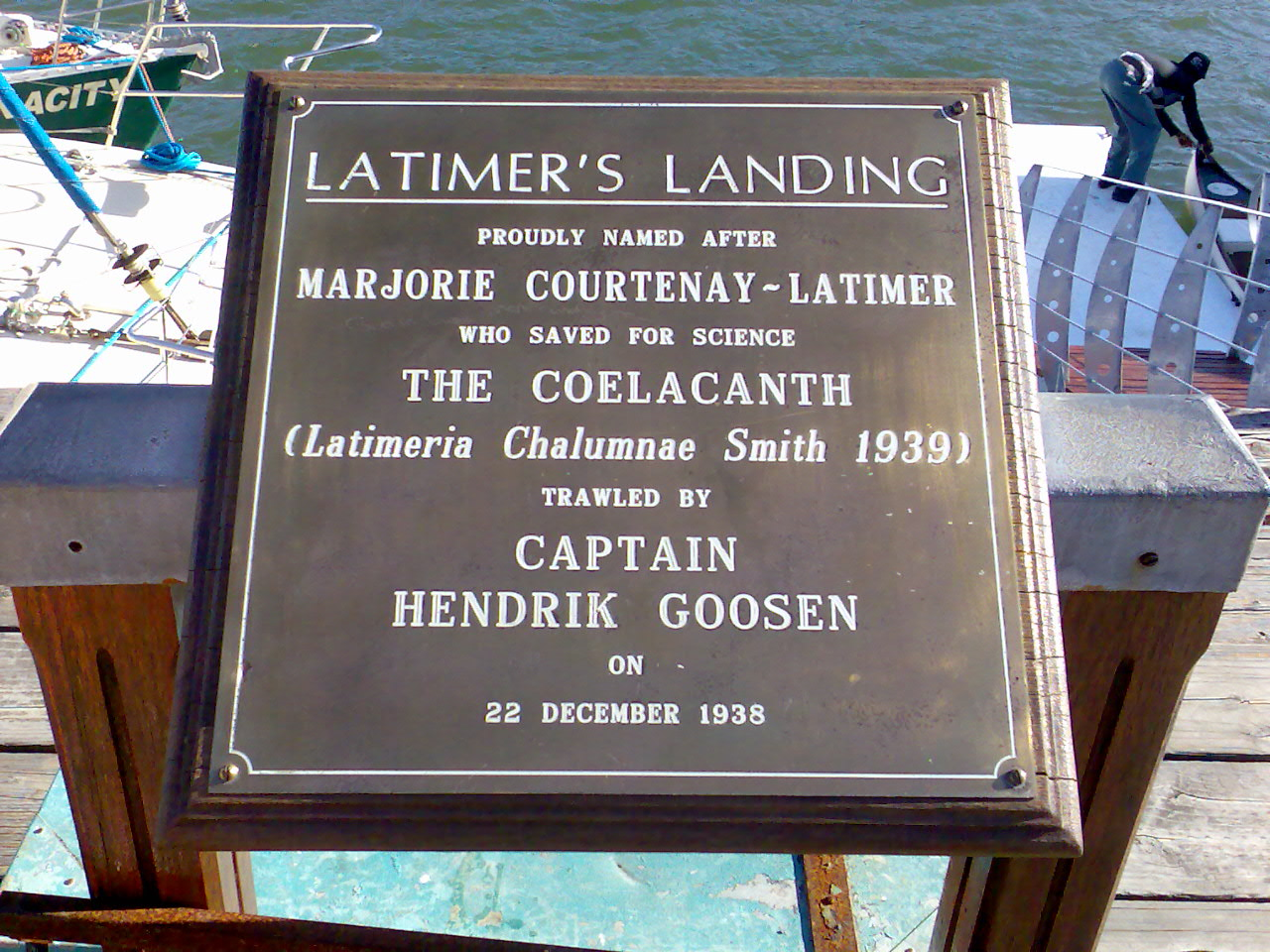
シーラカンスが水揚げされたイースト・ロンドン市内の埠頭。現在では Latimer's Landing と名付けられている

## 注
1. ↑  同国南岸の岸からほど近い小島。ペンギンや海鳥をはじめさまざまな鳥類が訪れる。